# Погановска река
Погановска река је најзначајнија десна притока реке Јерме у Србији, која једним делом протиче кроз атаре села Поганово по коме је и добила име. Водоток се формира од потока Рибни Дол, Боровске реке и Селишког потока. Пролазећи кроз сам центар села Поганоово, при надоласку великих вода она угрожава деоницу пута у зони моста у дужини од 500 м. Нанос и отпад који се баца и тако смањују протицајни профил Погановска река и повећава могућност изливања вода, које угрожавају куће, пут, мост и налегли простор дуж њеног водотока.

## Географске одлике
Погановска река са Боровском реком, као изворишним краком, дугачка је 11,13 km. Површина њеног слива је 39,63 km².
Извире код Куљине махале на 912 m н.в. а након десетак километара улива се у Јерму између Одоровског ждрела и Влашке клисуре на 494 m н.в.
Слив
Слив Погановска река има лепезасти  облик. Речни систем је добро развијен, а речна мрежа има густину од 1,7 km/km². Коефицијент пуноће слива је доста велики 0,46, али је због типова вегетације који преовлађују Погановска река је бујични ток средње разорне снаге.
Погановска река се одликује добро развијеном хидрографском мрежом нарочито њен део слива изграђен у мезозојским седиментима. Мањи део слива представљен је кречњацима односно узаним планинским венцем Гребена на коме се образује мали број кратких водотока, углавном периодичних.

### Вегетација
Шумска вегетација у сливу Погановска река покрива око половину површине слива, док остатак отпада највише на пољопривредно земљиште, грмље и пашњаке.

## Галерија: "Погановска река 2024.године"
- Погановска река изнад насеља Поганово
- Погановска река у Поганову
- Погановска река кроз Поганово
- Погановска река недалеко од ушћа у Јерму